# Hieracium arolae
Hieracium arolae es una especie de planta con flor del género Hieracium, de la familia Asteraceae, orden Asterales.

## Distribución
Hieracium arolae se distribuye por Austria, Francia, Italia, Rumania y Suiza.

## Taxonomía
Fue descrita científicamente por J. Murr. Fue publicada en Deutsche Bot. Monatsschr. 16: 5 (1898).